# John Erik Roos

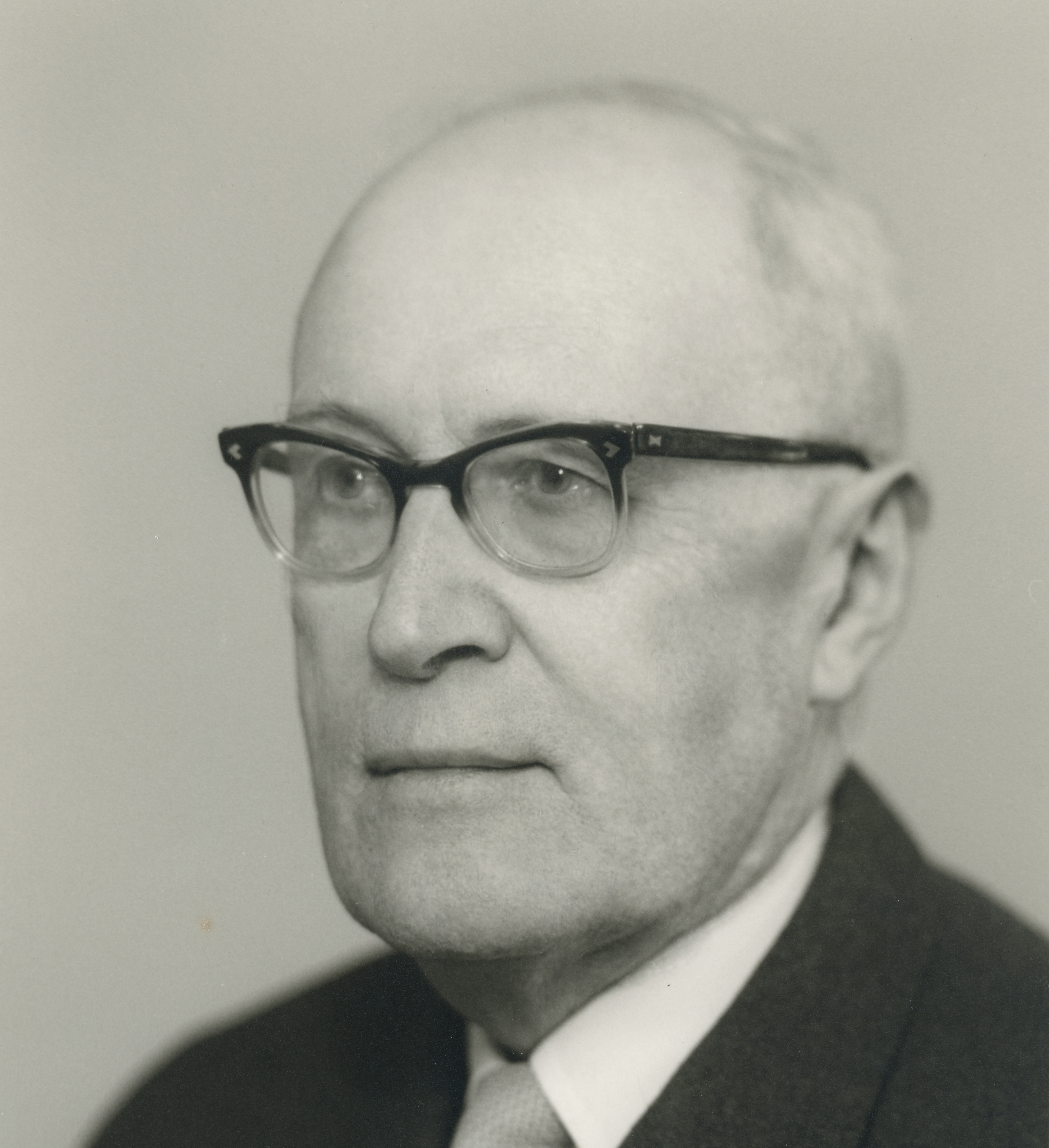
John Erik Roos (1893-1972) 1960

John Erik Roos, född 25 maj 1893 i Viborg, död 18 april 1972 i Helsingfors, var en finländsk historiker och arkivarie. Han var far till psykiatern Björn-Erik Roos.
Roos, som var son till lektor Paul Henrik Roos och Lilia Erika Elina Welander, blev student 1910, filosofie kandidat 1915, filosofie magister 1919 samt filosofie licentiat och filosofie doktor 1933. Han var tillförordnad amanuens vid Riksarkivet 1916–1917, ordinarie amanuens 1917, tillförordnad arkivarie 1918–1919, 1923, 1925, 1927, blev arkivarie 1927 samt var arkivråd och chef för riksarkivets forskningsavdelning 1952–1960. 
Roos undervisade i läsning av äldre handskrifter vid Helsingfors universitet 1919–1943, var speciallärare i arkivkunskap vid Tekniska högskolan i Helsingfors 1948–1966 och lärare i latin vid Nya svenska läroverket 1921–1953. Han var sekreterare och skattmästare vid Svenska studenters historiska förening 1919–1922, skattmästare i Finska historiska samfundet 1937–1944, 1946–1956, viceordförande 1944–1945, ordförande 1945–1946 och sekreterare i Svenska Litteratursällskapet 1949–1965. Han blev forskarmedlem i Finska historiska samfundet 1934, blev utländsk ledamot av Kungliga samfundet för utgivande av handlingar rörande Skandinaviens historia 1950, ledamot av Finska Vetenskapssocieteten 1952 och hedersledamot av Svenska Litteratursällskapet 1966. Han tilldelades professors titel 1960.